# Autorespiratore a ossigeno

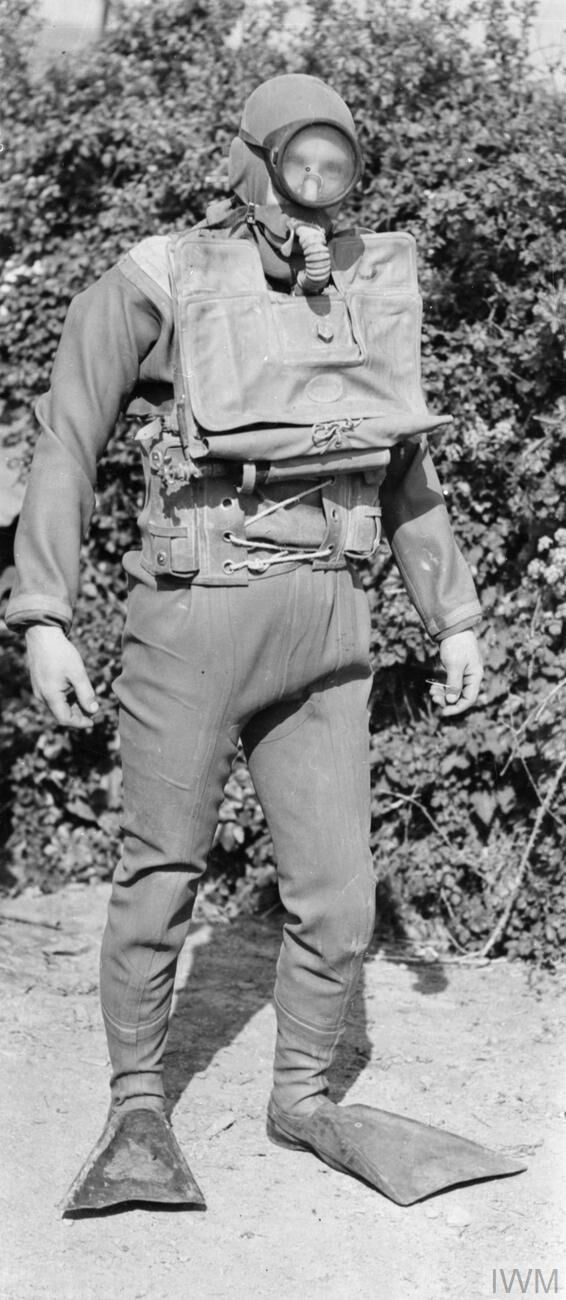
Un ARO indossato da un uomo-rana britannico, agosto 1945

L'autorespiratore ad ossigeno (ARO) è un apparecchio per la respirazione autonoma subacquea.

## Storia
La sua progettazione risale al 1876 dall'ingegno del britannico Henry Fleuss (1851-1933) quando lavorava per la Siebe Gorman & Company Ltd, poi sviluppato sia dall'azienda tedesca Dräger, tuttora presente nel campo delle apparecchiature di autorespirazione, che dall'americano Charles "Swede" Momsen (1896-1967) e dal britannico sir Robert Davis.
Ideato come apparecchio di respirazione per il soccorso nelle miniere invase da gas asfissianti, durante la seconda guerra mondiale tale apparecchio venne modificato ed adattato all'uso subacqueo per i primi incursori militari, i famosi Uomini Gamma della Xª Flottiglia MAS. L'ARO si dimostrò subito utile sia in campo subacqueo che sui sommergibili, per accedere ai locali in caso di fuga di cloro dalle batterie. Dal primo prototipo nacquero altri tipi perfezionati che entrarono a far parte delle principali marine militari. Infatti l'ARO si adattava benissimo agli scopi bellici per via del ridotto ingombro, lunga autonomia e soprattutto per la sua silenziosità (dovuta all'assenza di bolle al boccaglio).

## Funzionamento
In pratica l'ARO è un autorespiratore a circuito chiuso in grado di riutilizzare il gas respirato dal subacqueo. È costituito da un sacco polmone in materiale elastico, un filtro interno per l'alloggiamento della calce sodata, una o più bombole di ossigeno di piccole dimensioni (2/3 litri) raccordate al sacco per mezzo di una valvola by-pass.

Il sub inspira l'ossigeno dal polmone per mezzo di un boccaglio collegato ad un tubo corrugato collegato ad un rubinetto a due vie, poi espira sempre all'interno del sacco dove il filtro a calce sodata ha il compito di fissare chimicamente l'anidride carbonica. 
L'ossigeno consumato dal metabolismo porta ad una progressiva diminuzione del volume del "sacco polmone" che si ripristina prelevando ossigeno  dalla bombola: manualmente tramite un dispositivo manuale detto "By-Pass" o automaticamente per mezzo di un erogatore a domanda. È fondamentale, prima dell'uso, eliminare residui d'aria sia dal sacco polmone sia dai polmoni del subacqueo stesso mediante una manovra detta "lavaggio".
Durante la Seconda Guerra Mondiale era utilizzato dalla Marina Italiana per compiere sabotaggi e porre sotto le chiglie delle navi nemiche delle mine esplosive tarate ad un tempo deciso dall'incursore.

## Differenze con l'ARA
Le differenze principali rispetto al più noto sistema ARA (autorespiratore ad aria) sono:
- l'uso di una miscela respiratoria con percentuale di ossigeno molto alta (idealmente 100%). La necessità di evitare i fenomeni di tossicità dell'ossigeno[3][4][5] al sistema nervoso centrale implica una profondità operativa massima molto minore rispetto al caso dell'aria; generalmente per usi civili questa profondità è limita a 6 (sei) metri, mentre per usi militari (soggetti ben allenati) la profondità arrivava anche a 15-18 metri.
- un circuito di respirazione chiuso; la miscela espirata finisce nello stesso sacco dal quale proviene il gas di inspirazione. Questo implica a sua volta che:
  - l'anidride carbonica del gas espirato deve essere fissata e sottratta al circolo: questa funzione è svolta chimicamente dalla calce sodata granulare presente in un cestello all'interno del sacco polmone;
  - non c'è produzione di bolle espiratorie, per cui l'ARO assicura una grande silenziosità e l'impossibilità di essere rilevato dalla superficie (utile per usi militari), ma anche la possibilità di una perfetta integrazione nel "mondo del silenzio" (utile per l'osservazione naturalistica e la fotografia subacquea);
  - l'azoto disciolto naturalmente nell'organismo viene ceduto all'esterno per differenza di pressione parziale ma rimane all'interno del sacco polmone, riempiendolo progressivamente di gas inerte e non di ossigeno. Per ovviare a questo inconveniente si esegue periodicamente il lavaggio prima inspirando tutto il contenuto del sacco e poi, mediante l'apertura all'esterno del rubinetto a due vie, soffiando all'esterno tutto il gas, riempiendo di nuovo il sacco con ossigeno dalla bombola.
- un'autonomia molto lunga, dato che tutto l'ossigeno non metabolizzato (e quindi espirato) non esce dal circolo come nel caso dei circuiti aperti ARA. Il volume della bombola è tipicamente di 2 o 3 litri, contro un tipico di 15 {\displaystyle \div }18 nel caso ARA;
- una grande maneggevolezza dovuta, oltre che al ridottissimo peso della bombola, all'assenza del GAV (la cui funzione è svolta dal sacco polmone stesso).

## Precisazioni
È da sottolineare che l'autorespiratore ad ossigeno è ormai caduto in disuso, questo anche per una sua certa pericolosità che richiedeva da parte dell'utente un addestramento serio e rigoroso. Inoltre con l'avvento dei moderni Rebreather sono stati eliminati molti inconvenienti legati all'utilizzo dei vecchi ARO.